# Цейлонски слон
Цейлонският слон (Elephas maximus maximus) е един от четирите подвида на азиатския слон. Той е растителнояден и менюто му включва различни видове растения. На ден цейлонският слон може да изяде до 160 килограма листа и да изпие около110 литра вода. Теглото му достига до 3 тона, а височината му – 2 m и 94 cm, което го прави най-малкия слон.

## Малки
Неговите малки са най-малките новородени слонове. Те най-често тежат около 96 килограма.

## Среда на живот
Цейлонският слон живее в тропически гори. Много често живее близо до езера, защото пие огромно количество вода, особено през лятото.
Той е най-слабо разпространеният вид слон.

## Бързина
Когато бяга, развива скорост около 40 km/h. Цейлонският слон може да е най-малкият, но е и най-бързият.

## Отделяне от Индийския слон
Преди цейлонският слон е бил причисляван към индийския слон. След много проучвания е определен като самостоятелен вид.